# Armando Estrada
Pour les articles homonymes, voir Ali et Estrada.
Hazem Ali (né le 20 décembre 1978 à Chicago) mieux connu sous le nom de ring d'Armando Estrada est un catcheur (lutteur professionnel)  et manager de catch américain d'origine palestinienne. Il est essentiellement connu pour son travail à la World Wrestling Entertainment (WWE).
Il apprend le catch à la Ohio Valley Wrestling, le club-école de la WWE, et signe un contrat avec la WWE en 2006. Il devient célèbre en tant que manager d'Umaga. Il est ensuite le manager général de l'émission ECW on Sci-Fy d'août 2007 à juin 2008. La WWE met fin à son contrat en novembre 2008.

## Jeunesse
Ali est d'origine palestinienne et cubaine.

## Carrière de catcheur

### Ohio Valley Wrestling(2004-2006)
Ali apprend le catch à la Ohio Valley Wrestling qui est alors le club-école de la World Wrestling Entertainment (WWE). Il fait son premier combat le 1er juin 2005 au cours de l'enregistrement de l'émission de l'OVW du 4 sous le nom d'Osama où il perd rapidement face à Nick Nemeth. En plus de lutter à l'OVW, il apparaît aussi à la WWE comme étant un des hommes masqués qui accompagnent Muhammad Hassan. Il retourne à l'OVW et commence à se faire appeler Osama Alejandro Rodriguez,. Il manage alors Robbie Dawber et harangue le public comme un sympathisant castriste. En 2006, il signe un contrat avec la WWE.

### Manager d'Umaga (2006-2007)
En avril 2006, les scénaristes responsables de RAW demandent à Ali de venir pour être le manager d'Umaga. Il change de nom de ring pour encore une fois et se fait appeler Armando Alejandro Estrada.

### Manager général de la ECW
Le 14 août 2007, il fait son retour à l'écran avec son nom raccourci en Armando Estrada, et devient le manager général de la ECW.
Le 3 juin 2008, il est remplacé par Theodore Long pour devenir catcheur de la ECW à plein temps. Le 5 août 2008, Armando Estrada gagne son premier match contre Tommy Dreamer à la suite d'une diversion de Colin Delaney.
Le 19 novembre 2008, la WWE annonce le départ d'Armando Estrada de la compagnie.

### Retour et Manager de Tyson Kidd
Lors du Superstars du 26 mai 2011, il fait son retour en devenant le nouveau manager de Tyson Kidd.

## Palmarès
- Cuba Wrestling
  - 1 fois Cuba Heavyweight Champion
- Great Lakes Championship Wrestling
  - 1 fois GLCW Heavyweight Championship

- Pro Wrestling Illustrated
  - Classé 407e des 500 meilleurs catcheurs en 2008[6]

- Pro Wrestling Report
  - Manager de l'année 2006